# لوكاس لويتج

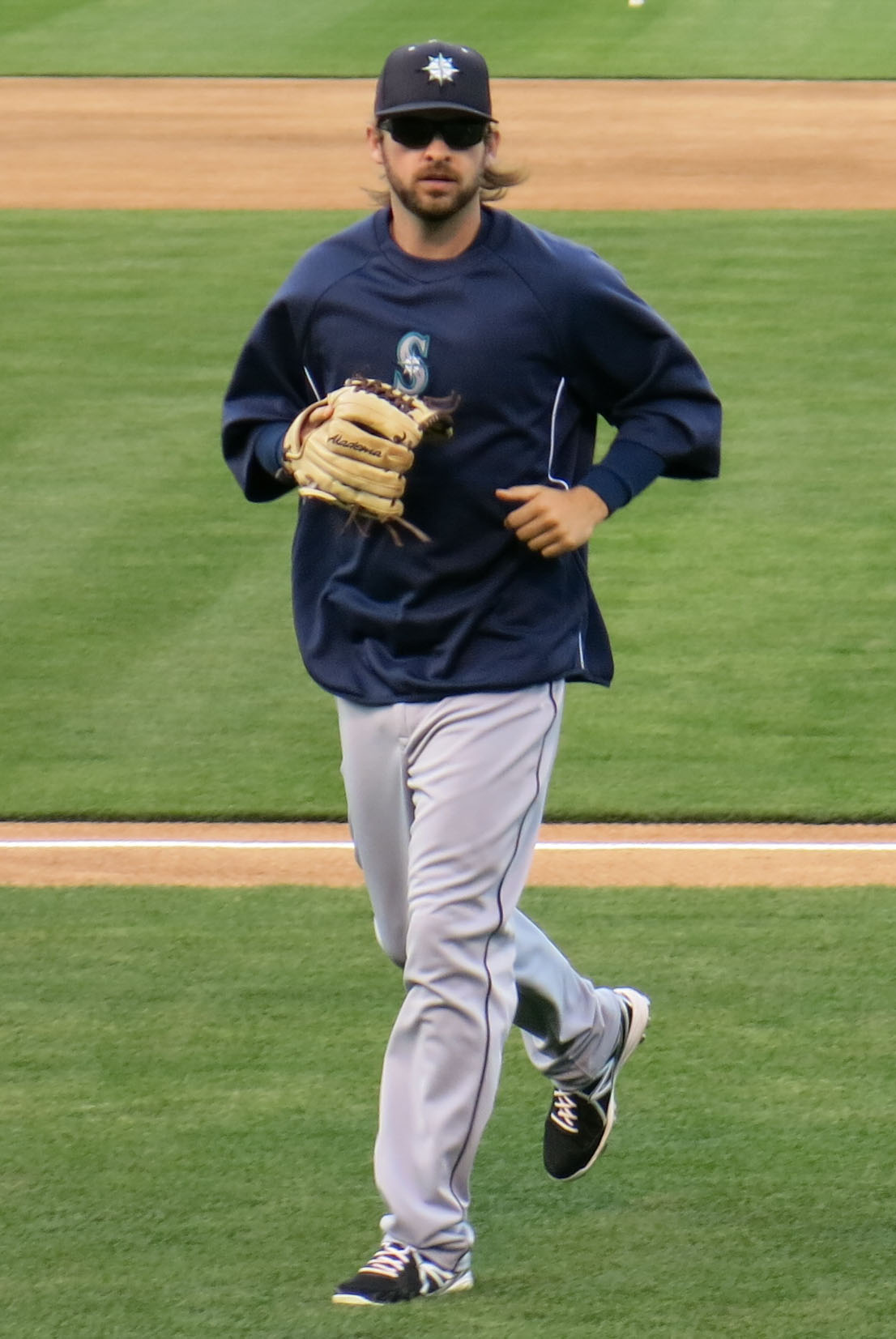
لوكاس لويتجي مع مارينرز في سنة 2013

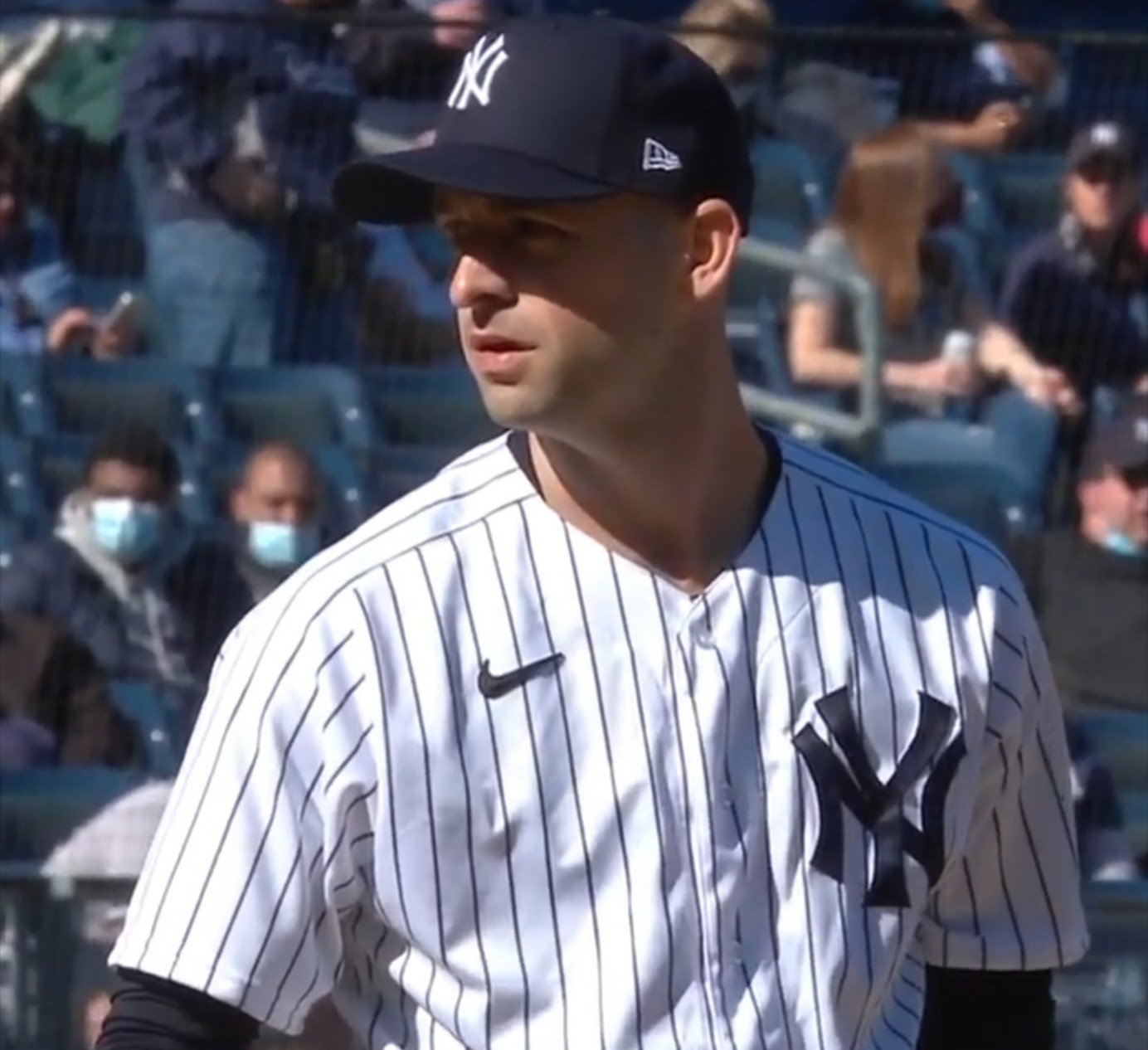
Luetge يروج لفريق نيويورك يانكيز في أفريل 2021

لوكاس لويتج ولد 24 مارس 1987 هو لاعب بيسبول أمريكي محترف في اتلانتا بريفر. لقد لعب سابقًا في دوري كرة القاعدة الرئيسي (MLB) لفريق سياتل مارينرز ونيويورك يانكيز

التحق بكلية سان جاسينتو ولعب فيها البيسبول الجامعي لسنتين، ثم انتقل إلى جامعة رايس ولعب لفريق رايس أولز. 

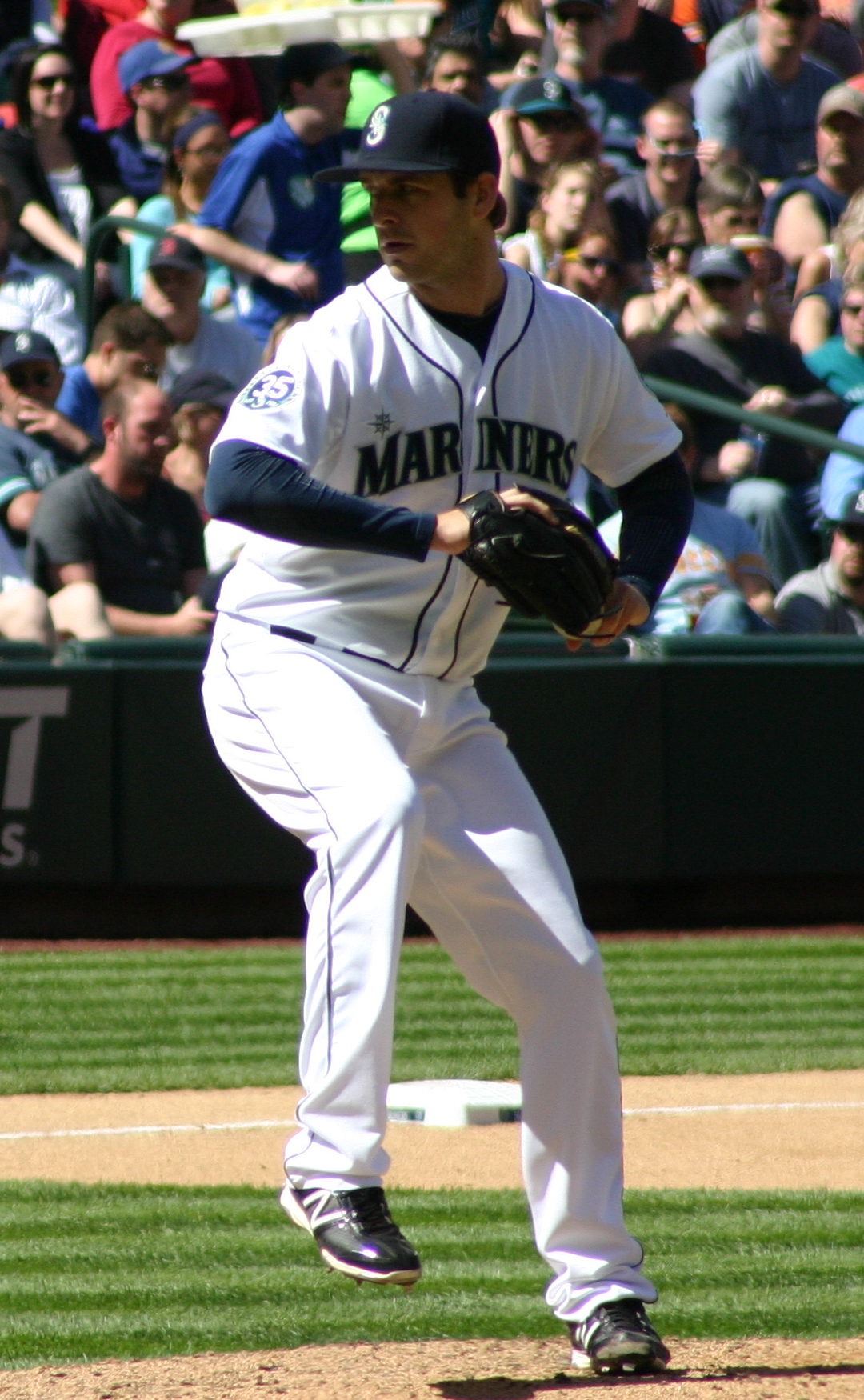
ملاعب Luetge للبحارة في سنة 2012

## روابط خارجية
قالب:Baseballstats
- LucasLuetgeعلى تويتر.  | الإنجازات       | الإنجازات                   | الإنجازات       |
| --------------- | --------------------------- | --------------- |
| سبقه {{{سبقه}}} | {{{العنوان}}} {{{الأعوام}}} | تبعه {{{تبعه}}} |